# غوس إدسون
غوس إدسون (بالإنجليزية: Gus Edson)‏ هو فنان قصص مصورة أمريكي، ولد في 20 سبتمبر 1901 في سينسيناتي في الولايات المتحدة، وتوفي في 26 سبتمبر 1966 في ستامفورد في الولايات المتحدة.

## وصلات خارجية
- غوس إدسون على موقع IMDb (الإنجليزية)
- غوس إدسون على موقع قاعدة بيانات الفيلم (الإنجليزية)